# Helena Gualinga

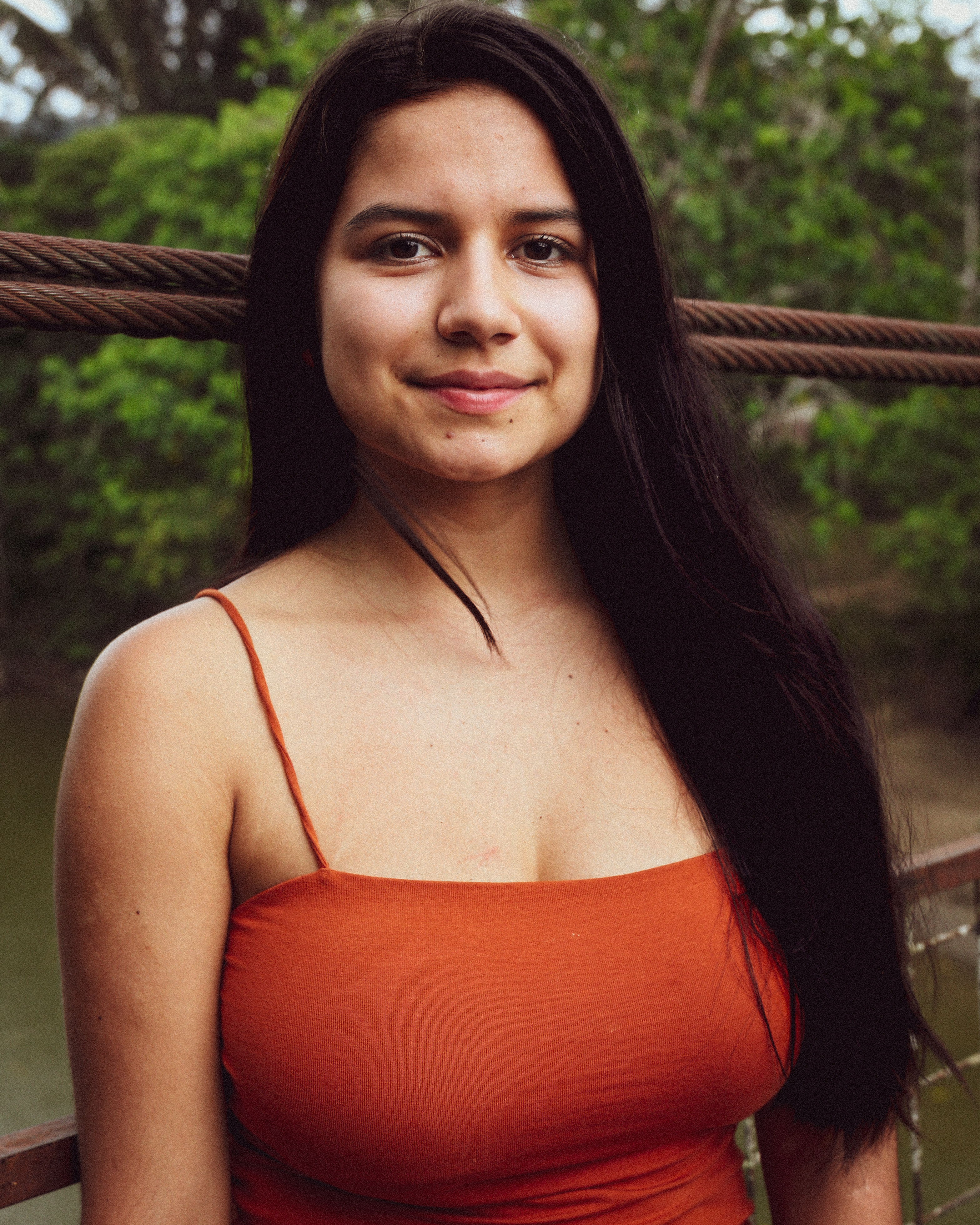

Sumak Helena Sirén Gualinga (nascida em 27 de fevereiro de 2002) é uma activista indígena ambiental e de direitos humanos da comunidade Kichwa Sarayaku em Pastaza, Equador.

## Vida
Helena Gualinga nasceu em 27 de fevereiro de 2002, na comunidade indígena Kichwa Sarayaku localizada em Pastaza, Equador. A sua mãe, Noemí Gualinga, é uma indígena equatoriana e ex-presidente da Associação de Mulheres Kichwa. A sua irmã mais velha é a activista Nina Gualinga. A sua tia Patricia Gualinga e a sua avó Cristina Gualinga são defensoras dos direitos humanos das mulheres indígenas na Amazónia e de causas ambientais. O seu pai é Anders Sirén, um professor finlandês de geografia e geologia na Universidade de Turku.
Gualinga nasceu no território Sarayaku em Pastaza, Equador. Ela passou a maior parte da sua adolescência a morar em Pargas e mais tarde em Turku, Finlândia, de onde o seu pai veio. Ela frequenta a escola secundária na Katedralskolan i Åbo.
Desde jovem Gualinga testemunhou a perseguição da sua família por se posicionar contra os interesses das grandes petrolíferas e o seu impacto ambiental nas terras indígenas. Vários líderes membros da sua comunidade perderam a vida em conflitos violentos contra o governo e empresas. Ela declarou à Yle que vê o seu envolvimento num ambiente tão agitado como uma oportunidade.

## Activismo

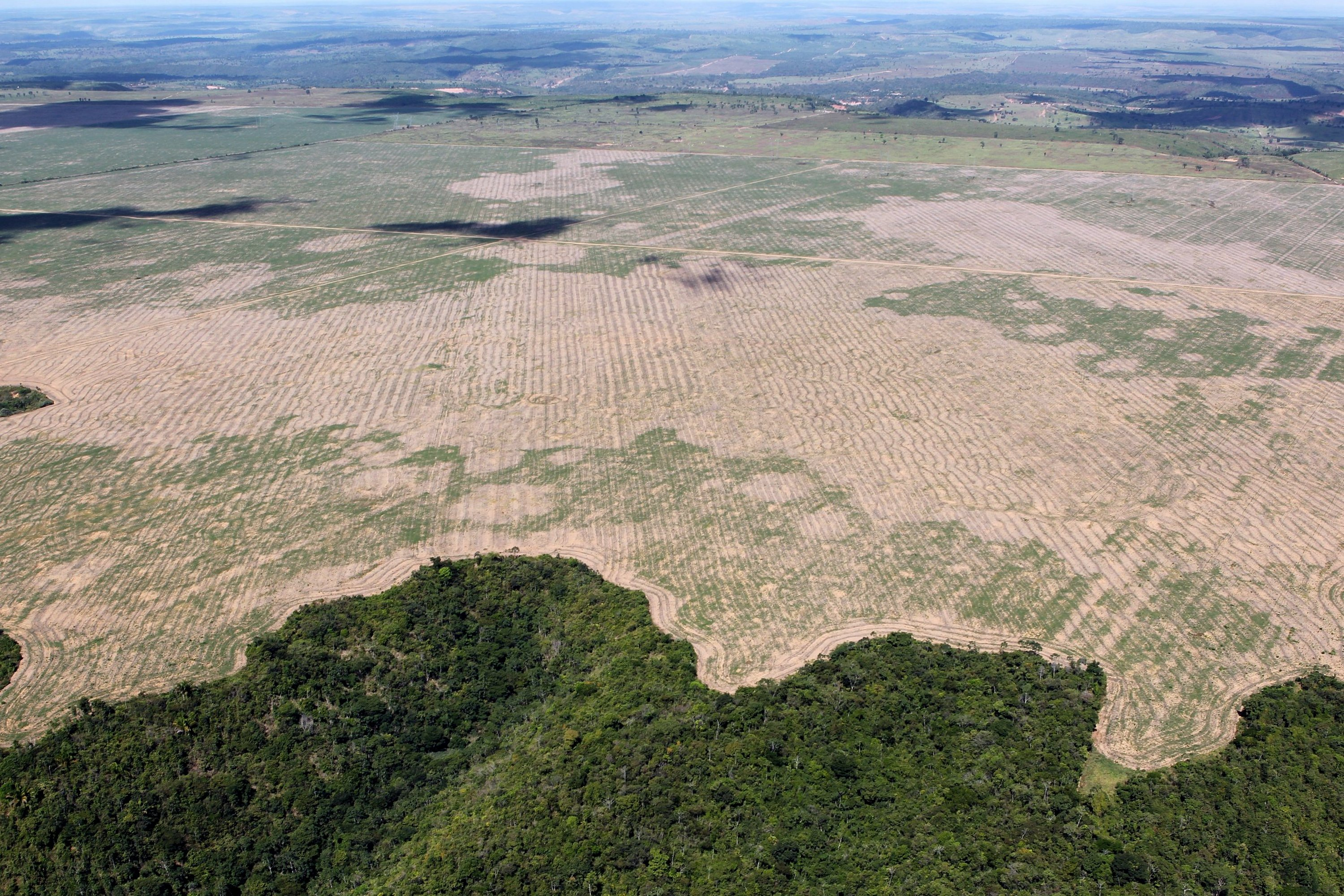
Desmatamento da Amazônia em Maranhão, Brasil, 2016.

Gualinga tornou-se porta-voz da comunidade indígena Sarayaku. O seu activismo inclui expor o conflito entre a sua comunidade e as empresas petrolíferas, transmitindo uma mensagem de empoderamento entre os jovens em escolas locais no Equador. Ela também expõe activamente essa mensagem à comunidade internacional na esperança de alcançar aqueles que escrevem as políticas e as leis.
Na sua mensagem, ela expõe como as comunidades indígenas da Amazónia passaram pela mudança climática. Ela inclui a maior prevalência de incêndios, doenças relacionadas a cheias e devastação, desertificação e o derretimento mais rápido do gelo dos picos das montanhas experimentado durante a vida dos membros mais velhos da sua comunidade como evidência, de primeira mão, da mudança climática. Gualinga afirma que se consciencializaram em relação às mudanças climáticas apesar da falta de estrutura científica.
Gualinga segurava uma placa que dizia "sangre indígena, ni una sola gota más" (sangue indígena, nem mais uma gota) fora da sede da ONU na cidade de Nova York numa manifestação com centenas de outros jovens activistas ambientais durante a Acção Climática da ONU em 2019.
Helena Gualinga participou na COP25 em Madrid, Espanha. Ela falou sobre a sua preocupação com o governo equatoriano de autorizar a extracção de petróleo em terras indígenas. Ela disse: “O governo do nosso país ainda está a ceder nossos territórios às empresas responsáveis pelas mudanças climáticas. Isso é criminoso." Ela criticou o governo equatoriano por alegar interesse em proteger a Amazónia durante a conferência, em vez de atender às demandas das mulheres indígenas da Amazónia apresentadas ao governo durante os protestos equatorianos de 2019. Ela também expressou a sua decepção com a falta de interesse dos líderes mundiais em discutir tópicos trazidos pelos povos indígenas à conferência.
Ela deu início ao movimento "Polluters Out" juntamente com outros 150 activistas ambientais, em 24 de janeiro de 2020. A petição do movimento é "Exigir que Patricia Espinosa, Secretária Executiva da Convenção-Quadro das Nações Unidas sobre Mudança do Clima (UNFCCC), recuse o financiamento de empresas de combustíveis fósseis para a COP26!"